# All of Me (album d'Estelle)
Pour les articles homonymes, voir All of Me.
Albums de Estelle
Shine
(2008)
Singles
1. Break My Heart
Sortie : 26 avril 2011
2. Thank You
Sortie : 4 octobre 2011
3. Back to Love
Sortie : 4 décembre 2011
4. Wonderful Life
Sortie : 14 février 2012

All of Me est un album de la chanteuse R'n'B britannique Estelle. L'album est sorti le 24 février 2012.

## Liste des titres
| No  | Titre                                                        | Producteur(s)                                       | Durée |
| --- | ------------------------------------------------------------ | --------------------------------------------------- | ----- |
| 1.  | The Life                                                     | Carvin & Ivan, Wizzy Wow                            | 3:28  |
| 2.  | International (Serious) (featuring Chris Brown & Trey Songz) | David Banner                                        | 3:56  |
| 3.  | You and I                                                    |                                                     | 0:38  |
| 4.  | Love the Way We Used To                                      | Kadis & Sean                                        | 3:33  |
| 5.  | Cold Crush                                                   | Book & Bronze                                       | 3:18  |
| 6.  | Don't Break It                                               |                                                     | 1:17  |
| 7.  | Break My Heart (featuring Rick Ross)                         | Don Cannon                                          | 4:17  |
| 8.  | Thank You                                                    | Jerry 'Wonda' Duplessis, Arden "Keyz" Altino        | 4:12  |
| 9.  | Who We Are                                                   |                                                     | 1:02  |
| 10. | Wonderful Life                                               | Duplessis, Altino                                   | 3:32  |
| 11. | Found My Way...                                              |                                                     | 0:26  |
| 12. | Back to Love                                                 | Duplessis                                           | 3:47  |
| 13. | Blue Skies                                                   |                                                     | 0:20  |
| 14. | Speak Ya Mind                                                | Tha Bizness                                         | 4:28  |
| 15. | Do My Thing (featuring Janelle Monáe)                        | Ne-Yo, Tyler Reynolds, Warren Zavala, Miykal Snoddy | 3:28  |

| 16. | All Day Long (Blue Skies)                  |                        | 3:45 |
| 17. | Fall in Love (featuring John Legend & Nas) | DJ Frank E             | 3:48 |
| 18. | Freak (featuring Kardinal Offishall)       | David Guetta, Afrojack | 3:41 |
| 19. | Thank You (clip)                           | Duplessis, Altino      | 4:47 |